# Joseph-Joachim-Platz 9 (Kittsee)

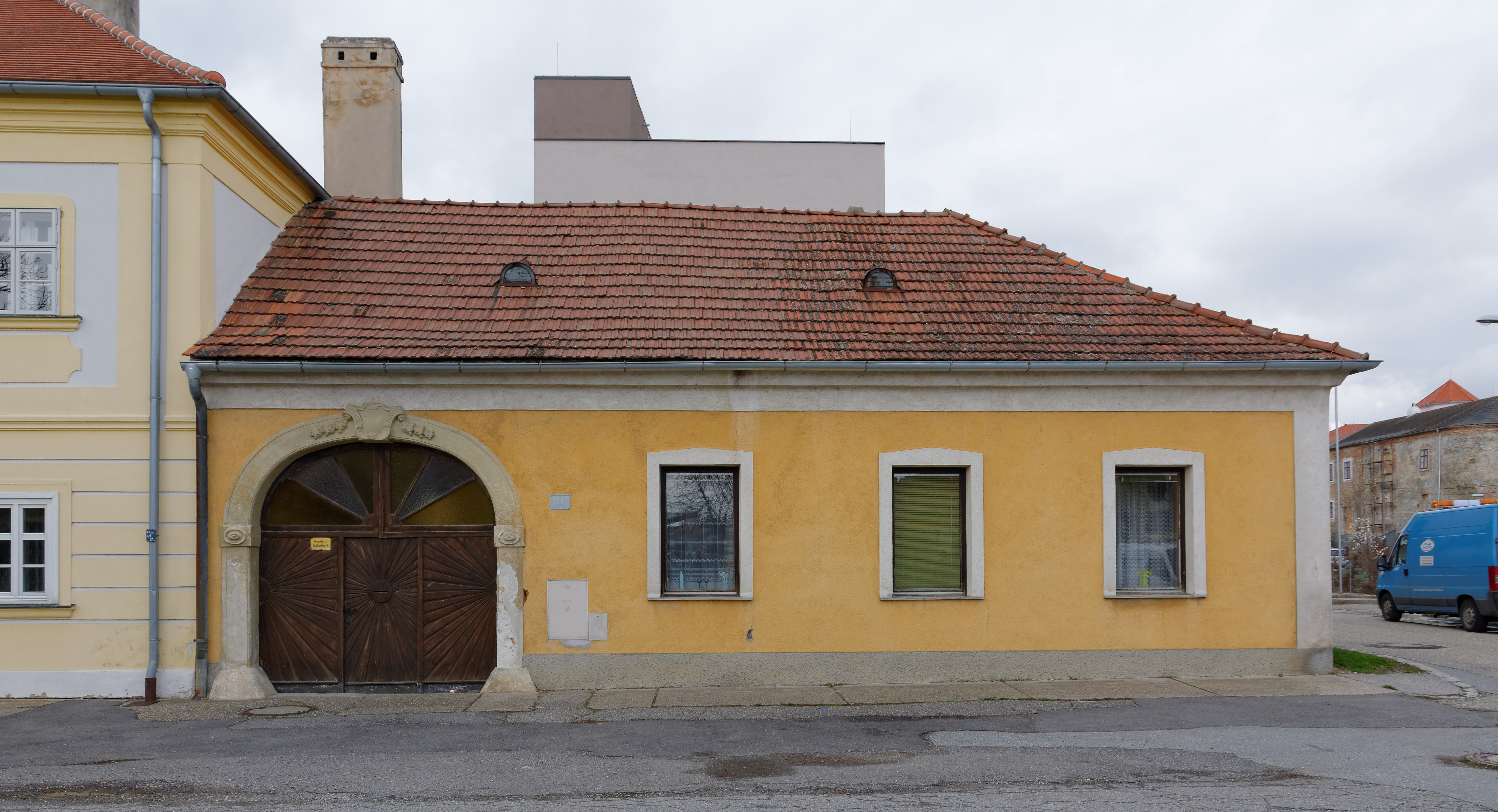
Das Wohnhaus Joseph-Joachim-Platz 9

Das Haus Joseph-Joachim-Platz 9 ist ein ebenerdiger Hakenhof im Ortszentrum der Gemeinde Kittsee im Bezirk Neusiedl am See im Burgenland. Das Gebäude steht unter Denkmalschutz.
Der Kern des Gebäudes stammt aus dem späten 17. Jahrhundert. Im 18. und 19. Jahrhundert wurde das Gebäude um eine inzwischen leicht erneuerte Hauptfront mit drei Fensterachsen und einer Torachse erweitert. Das Korbbogentor auf der linken Seite wurde um 1730 geschaffen. Es hat einen steinernen Torbogen mit Randleiste, Prellsteinen sowie leerer Rollwerkkartusche im Scheitel des Bogens, die von Blütengirlanden flankiert wird. Auf beiden Seiten des Bogens sind Kämpfer mit Knopfdekor. Das zweiflügelige Holztor mit Sonnenradmotiv, verglaster Oberlichte und mittiger Durchgangstüre wurde um 1950 geschaffen. Die Einfahrt ist dreijochig mit einem  Platzlgewölbe. Dazwischen sind Gurtbögen, die auf Pilastern ruhen. Die Einfahrt wurde um 1730 errichtet. Die beiden straßenseitigen Zimmer haben Stichkappengewölbe mit flachbogigen Schilden. Die Grate sind mit Stuckbändern belegt. Die Türstöcke mit kassettierten Innentüren stammen dem 18. Jahrhundert. Die Räume wurden Ende des 17. Jahrhunderts errichtet.
An das Wohnhaus schließt ein Wirtschaftstrakt aus dem 19. Jahrhundert.